# Обљак (Молат)
Обљак је мало ненасељено острвце у хрватском делу Јадранског мора.
Обљак се налази између острва Молат и Трамерка од којег је удаљено око 0,7 км. Површина острвца износи 0,058 км². Дужина обалске линије је 0,87 км.. Највиша тачка на острву је висока 29 м.